# Manfred Eigen
Manfred Eigen (Bochum, 9. svibnja 1927. − 6. veljače 2019.), njemački biofizičar.
Završio je studij fizike i kemije, član i bivši ravnatelj instituta "Max Planck" u Göttingenu.
Istraživao je mehanizme regulacije enzimenzimskih reakcija, posebno je poznat po svojoj teoriji evolucije bioloških makromolekula.
S R.G.W.Norrishom i G.Porterom dobio je Nobelovu nagradu za kemiju 1967. "za studije o izrazito brzim kemijskim reakcijama"
Uz njegovu je pomoć hrvatska kemičarka i biofizičarka s Instituta Ruđera Boškovića u Zagrebu Greta Pifat-Mrzljak (1939. – 2009.) 1991. organizirala s:Apel nobelovaca za mir u Hrvatskoj koji su potpisala 124 dobitnika Nobelove nagrade. Pifat-Mrzljak je poslije u jednom intervjuu spomenula njegovu knjigu Das Spiel (Igra) koja obrađuje teme našega vremena u refleksiji prirodoslovlja preko prirodnih zakona i evolucije, kao knjigu koja je najviše utjecala na nju.
Od 1992. dopisni je član HAZU u Razredu za matematičke, fizičke i kemijske znanosti.
Umro je 6. veljače 2019. godine u 92. godini.